# Вигёрс, Чарльз
Чарльз Альфред Вигёрс (англ. Charles Alfred Vigurs; 11 июля 1888, Бирмингем, Уорикшир — 22 февраля 1917) — британский гимнаст, бронзовый призёр летних Олимпийских игр 1912 года. Участвовал также в летней Олимпиаде 1908 года в командном первенстве (8-е место).
Участник Первой мировой войны, рядовой Королевского Уорвикского полка. Погиб близ Грене, похоронен на Марокканском Британском кладбище.